# Municipio de West Hempfield
El municipio de West Hempfield (en inglés: West Hempfield Township) es un municipio ubicado en el condado de Lancaster en el estado estadounidense de Pensilvania. En el año 2000 tenía una población de 15.128 habitantes y una densidad poblacional de 309.8 personas por km².

## Geografía
El municipio de West Hempfield se encuentra ubicado en las coordenadas 40°03′00″N 76°30′59″O / 40.05000, -76.51639.

## Demografía
Según la Oficina del Censo en 2000 los ingresos medios por hogar en la localidad eran de $50,526 y los ingresos medios por familia eran de $54,783. Los hombres tenían unos ingresos medios de $40,214 frente a los $25,311 para las mujeres. La renta per cápita de la localidad era de $21,141. Alrededor del 5,7% de la población estaba por debajo del umbral de pobreza.